# U Cassiopeiae
U Cassiopeiae är en pulserande variabel av Mira Ceti-typ i stjärnbilden Cassiopeja. 
Stjärnan varierar mellan magnitud +8 och 15,7 med en period av 277,19 dygn.